# مايك مارشال (لاعب كرة قاعدة)
مايك مارشال (بالإنجليزية: Mike Marshall) هو لاعب كرة قاعدة أمريكي، ولد في 12 يناير 1960 في Libertyville, Illinois ‏ في الولايات المتحدة.

## وصلات خارجية
- مايك مارشال على موقع الدوري الياباني لكرة القاعدة (الإنجليزية)
- مايك مارشال على موقعبيزبول رفرنس.كوم (الدوري الرئيسي) (الإنجليزية)
- مايك مارشال على موقعبيزبول رفرنس.كوم (الدوري الثانوي) (الإنجليزية)
- مايك مارشال على موقع إي إس بي إن.كوم (أم.أل.بي) (الإنجليزية)
- مايك مارشال على موقع مشجعي الرسوم البيانية (الإنجليزية)